# Protapanteles cassianus
Protapanteles cassianus är en stekelart som först beskrevs av Riley 1881.  Protapanteles cassianus ingår i släktet Protapanteles och familjen bracksteklar. Inga underarter finns listade i Catalogue of Life.